# Yanguas de Eresma (kommunhuvudort)
Yanguas de Eresma är en kommunhuvudort i Spanien.   Den ligger i provinsen Provincia de Segovia och regionen Kastilien och Leon, i den centrala delen av landet, 90 km nordväst om huvudstaden Madrid. Yanguas de Eresma ligger 895 meter över havet och antalet invånare är 202.
Terrängen runt Yanguas de Eresma är platt. Runt Yanguas de Eresma är det ganska glesbefolkat, med 30 invånare per kvadratkilometer. Närmaste större samhälle är Segovia, 17,1 km sydost om Yanguas de Eresma. Trakten runt Yanguas de Eresma består till största delen av jordbruksmark.